# FAW Oley

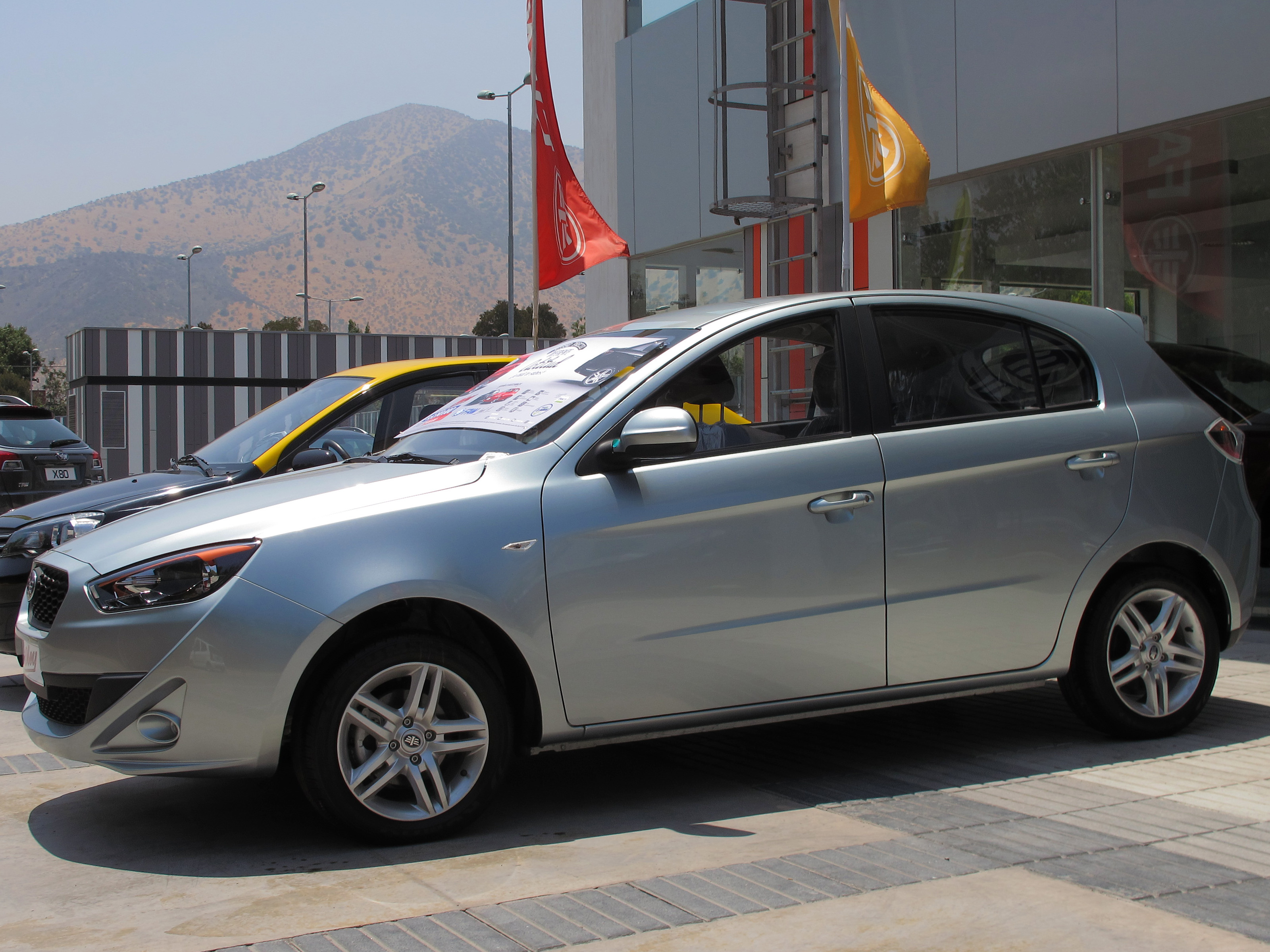
FAW Oley Hatchback mit Schrägheck

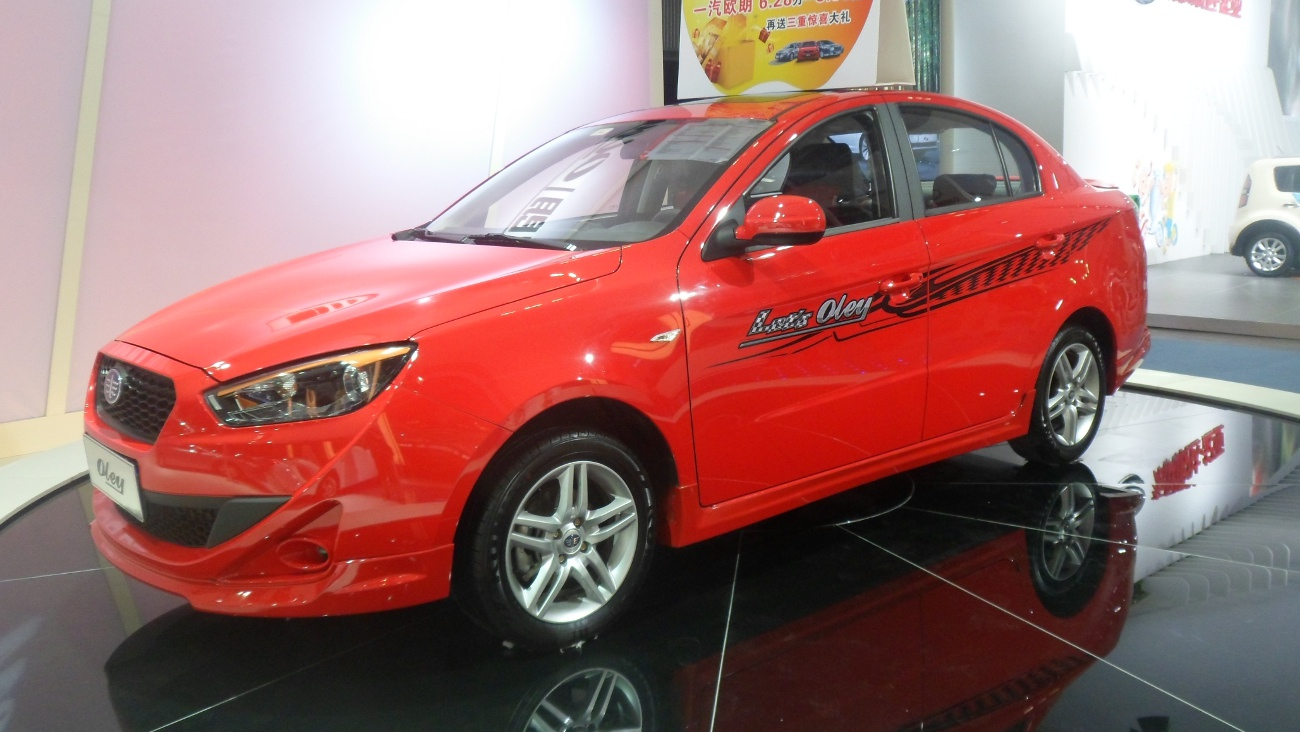
FAW Oley Sedan mit Stufenheck

FAW Oley war eine Submarke von FAW aus der Volksrepublik China.

## Unternehmensgeschichte
Das Unternehmen China FAW Group aus Changchun kündigte am 20. November 2011 an, eine weitere Marke einzuführen. Die Produktion begann am 7. März 2012 und der Verkauf im April 2012.

## Fahrzeuge
Im Angebot standen die Modelle Hatchback mit Schrägheck sowie Sedan mit Stufenheck. Sie unterschieden sich in der Länge mit 4200 mm zu 4485 mm. Der Radstand mit 2525 mm, die Breite mit 1660 mm und die Höhe mit 1465 mm war für beide Modelle identisch. Der einzige lieferbare Motor im Modelljahr 2016 war ein Vierzylindermotor mit 1497 cm³ Hubraum und 75 kW Leistung.
Ein Elektroauto EV befand sich Anfang 2015 zumindest in Planung.

## Zulassungen
2012 wurden 6154 Fahrzeuge ausgeliefert. 2014 sank die Zahl auf 4260 Fahrzeuge.
Eine andere Quelle nennt 6154 zugelassene Fahrzeuge für das Jahr 2012 in China. In den Folgejahren waren es 4564, 4260, 1299 und 90. Die letzte Zulassung war im März 2016.